# 베네딕도 규칙서

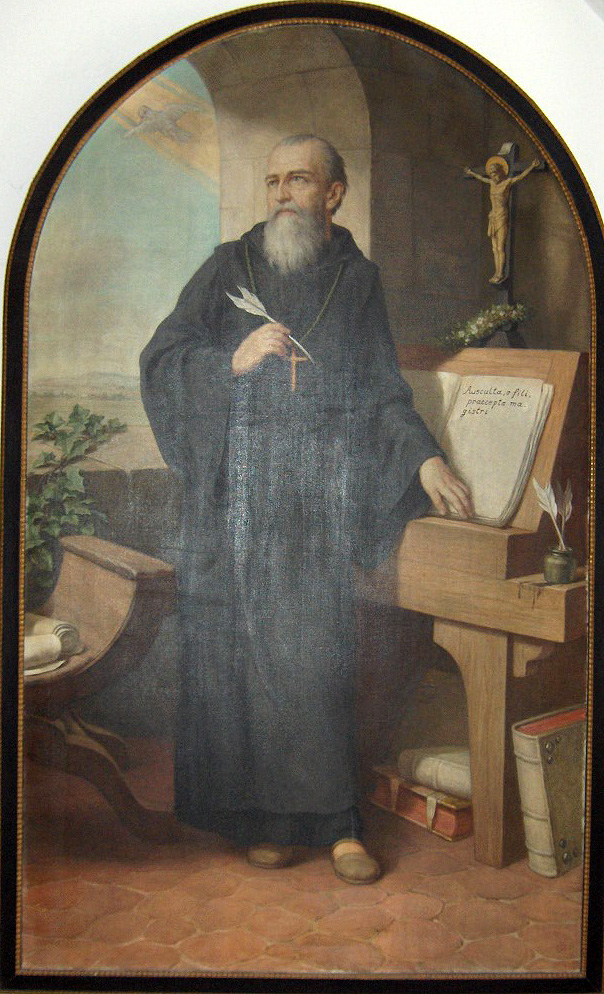
규칙서를 쓰고 있는 성 베네딕도의 그림. 헤르만 닉(1849년 출생 ~ 1928년 사망)의 1926년 작품

성 베네딕도 규칙서(라틴어: Regula Sancti Benedicti)는  중세 기독교 수도회의 수사들이 지켜야 할 계율을 담아서 535~545년에 작성됐다. 73개 장에 걸쳐 수도사들이 지켜야 할 규칙의 세부 사항을 구체적으로 담았다. 7세기부터는 여성 수도회(수녀회)에도 받아들여졌다. 
베네딕도 규칙서의 정신은 베네딕도회의 정신에 집약된다. 평화(라틴어: pax)와 기도하고 일하라(라틴어: ora et labora). 이후, 15세기 넘게 사용된 이 책은 현재까지 서방 그리스도 교회의 모든 수도원 공동체에서 기초 규칙으로 받아들여진다. 
그러나 실제 베네딕토회 생활은 ‘규칙의 규칙’인 수도원장을 중심으로 이루어졌다. 수도사들은 수도원장의 삶의 기준을 모델로 받아들였다.